# Форд, Шерил
Шерил Форд (англ. Cheryl Ford; род. 6 июня 1981 года, Хомер, Луизиана, США) — американская профессиональная баскетболистка, выступавшая в женской национальной баскетбольной ассоциации (ЖНБА). Была выбрана на драфте ЖНБА 2003 года в первом раунде под общим третьим номером командой «Детройт Шок». Играла в амплуа тяжёлого форварда.

## Ранние годы
Форд играла за баскетбольную команду старшей школы Саммерфилд и включалась во всеамериканскую сборную WBCA. В 1999 году она участвовала в матче WBCA High School All-America, в котором набрала всего два очка. По окончании обучения она поступила в Луизианский технологический университет. В 2003 году Шерил была выбрана во всеамериканскую сборную по версии Associated Press. Она также становилась игроком года конференции Western Athletic в 2002 и 2003 годах.

## Профессиональная карьера
Форд была выбрана на драфте ЖНБА 2003 года под третьим номером клубом «Детройт Шок». Уже в своём дебютном сезоне она помогла «Шок», показавшей худший результат в лиге в предыдущем сезоне, стать лучшей командой 2003 года и завоевать чемпионский титул. Таким образом, Форд стала первой в истории баскетболисткой ЖНБА, получившей приз лучшему новичку и выигравшей чемпионат.
15 июля 2007 года Форд стала самым ценным игроком матча всех звёзд женской НБА, в котором её команда обыграла команду Запада со счётом 103:99.
22 июля 2008 года в игре против «Лос-Анджелес Спаркс» Форд получила травму передней крестообразной связки в правом колене.
В январе 2010 года Форд подписала контракт с польским клубом «Польковице». 12 сентября 2012 года команда «Каник Беледис» объявила о подписании с Шерил контракта.

## Личная жизнь
Родители Шерил Форд — Бонита Форд и бывший игрок Национальной баскетбольной ассоциации Карл Мэлоун.